# Mittelrheinbrücke

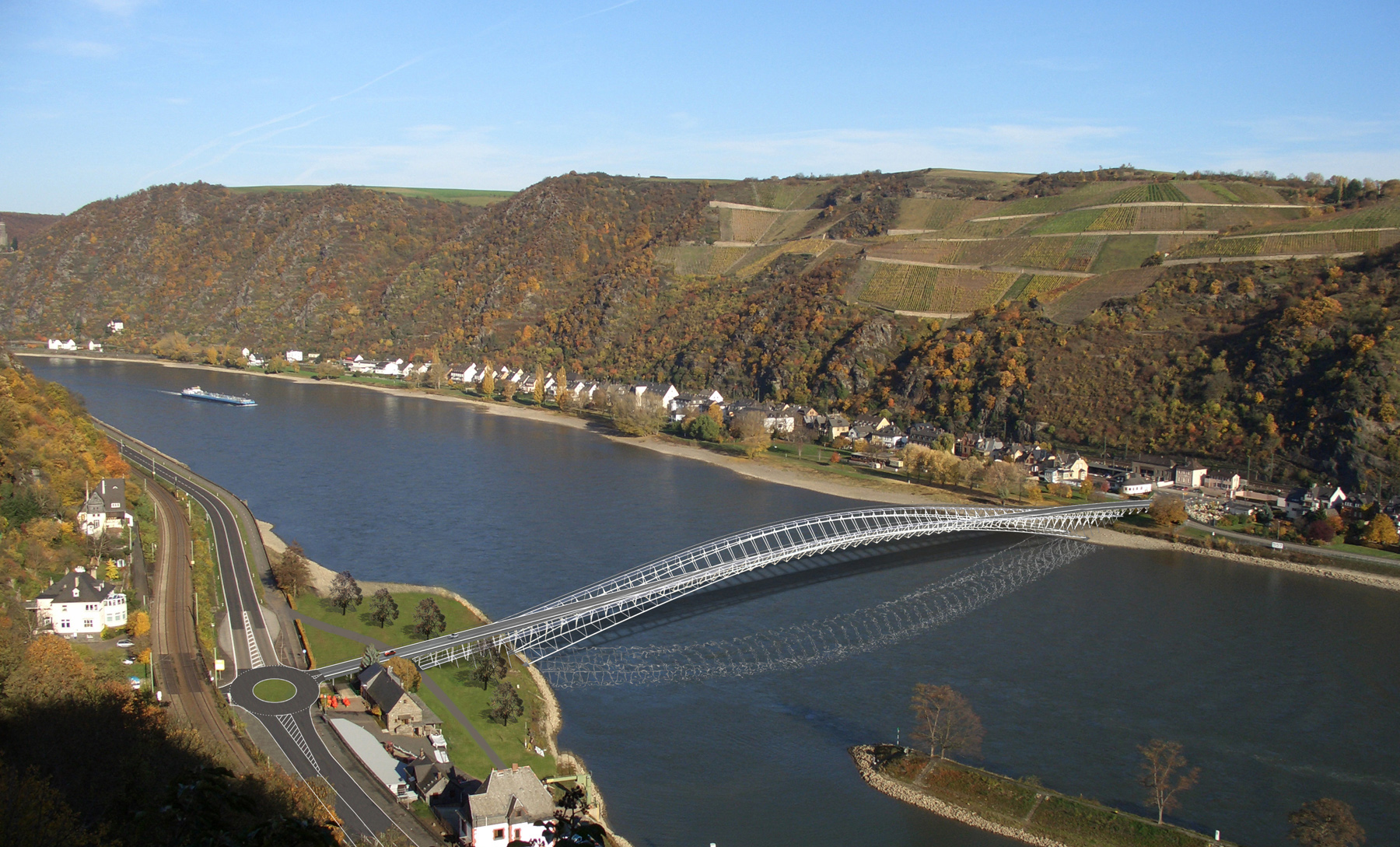
Fotomontage eines Architekturstudenten, der 2007 eine Studie zur Mittelrheinbrücke vorgelegt hat

Mittelrheinbrücke ist der Projektname einer geplanten Rheinüberquerung zwischen St. Goar und St. Goarshausen. Die Planung gibt es schon seit mehreren Jahrzehnten, jedoch wurde sie immer wieder verschoben oder diskutiert. Da der Brückenbau im UNESCO-Welterbe Oberes Mittelrheintal nahe der Loreley liegt, wird die Planung einer solchen Querung mit der Unesco abgestimmt, um den Verlust des Status zu verhindern. Einige Stimmen aus Natur- und Denkmalschutz wenden sich dagegen, die örtliche Wirtschaft ist für den Brückenbau.

## Projekt

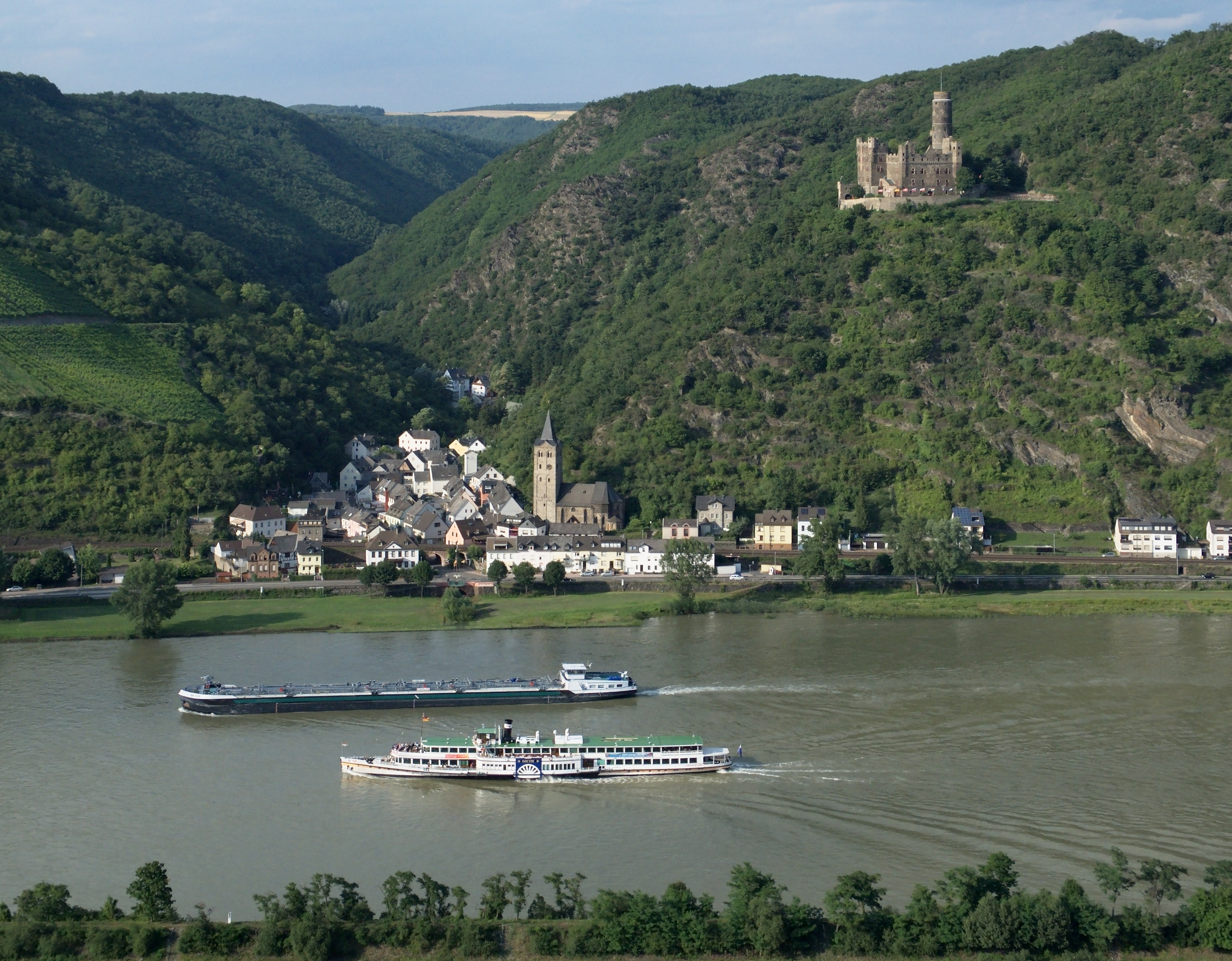
Der Sankt Goarshausener Ortsteil Wellmich mit Burg Maus

Der Mittelrhein wird auf einer Strecke von rund 90 Flusskilometern zwischen Koblenz und Wiesbaden weder von Brücken noch von Tunneln gekreuzt. Straßenverkehr und Fußgänger, die zwischen den Brücken den Rhein überqueren möchten, sind auf die vorhandenen sechs Fährverbindungen angewiesen. Das ist etwa für Bewohner der Ostseite des Rheintals, die den Nachbarort gegenüber, die A 61 oder den Flughafen Frankfurt-Hahn erreichen wollen, mit großen Nachteilen verbunden:
- Die Fähren verkehren nur tagsüber, teils ohne festen Fahrplan nach Bedarf.
- Es ist mit Wartezeiten von bis zu 30 Minuten zu rechnen.
- Die Fähren sind gebührenpflichtig.
- Wetter- und Rheinpegelverhältnisse können den Fährverkehr erschweren.
- Die Fähren können nur ein geringes Verkehrsaufkommen bewältigen.

Um diesem Umstand abzuhelfen, gibt es unterschiedliche Planungen für eine feste Rheinquerung in diesem Abschnitt. Zurzeit (Stand 2021) wird der Bau einer Brücke zwischen Sankt Goarshausen-Wellmich und Sankt Goar-Fellen favorisiert. Diese Brücke würde die B 9 an der linken Rheinseite  mit der B 42 an der rechten Rheinseite verbinden. Gemäß einer Prognose aus dem Jahr 2010 würden täglich etwa 7.500 Fahrzeuge eine solche Rheinquerung befahren. In der Sankt Goarshausener Kernstadt beginnt zudem die B 274, die auf den Taunus führt und eine Verbindung zur A 3 bietet. Auf der gegenüberliegenden Rheinseite existiert im Raum Sankt Goar keine größere Straße, die das Mittelrheintal mit dem Hunsrück und so mit der A 61 und dem Flughafen Frankfurt-Hahn verbindet. In Sankt Goar selbst gibt es die L 206, die nach dem dortigen Gewässer Gründelbach benannt ist und auf den Hunsrück führt. Diese Straße ist jedoch für den Schwerlastverkehr ungeeignet. Wie der möglicherweise zusätzlich aufkommende Schwerlastverkehr auf der linken Rheinseite geleitet werden soll, ist noch nicht geklärt.
Die Kosten für den Brückenbau wurden 2009 auf rund 40 Millionen Euro geschätzt, für einen Tunnel auf 70 Millionen Euro. Dabei sind die Kosten für eine Optimierung der Verkehrsanbindung und für den Ausbau der Radwege noch nicht berücksichtigt. Dementsprechend wurden bereits 2008 Brückenkosten von 50 bis 60 Mio. Euro genannt. Die Summe von 40 Mio. wurde 2021 in den Unterlagen für ein Raumordnungsverfahren genannt, dabei für einen alternativen Tunnelbau eine Summe von etwa 117 Millionen Euro veranschlagt seien. Die Kosten würden zum größten Teil vom Bund und vom Land Rheinland-Pfalz getragen werden. Wer nach dem Bau für die Instandhaltung der Brücke zuständig sein soll, ist noch nicht geklärt. Falls die Brücke als Kreisstraße eingestuft würde, müssten sich der Rhein-Lahn-Kreis und der Rhein-Hunsrück-Kreis die Zuständigkeit teilen. Jedoch argumentieren der frühere Landrat Marlon Bröhr und einige Kreistagsfraktionen, dass die Brücke als Bundesstraße oder Landesstraße ausgezeichnet werden müsse und somit in die Zuständigkeit des Landes oder des Bundes falle, da sie unmittelbar zwei Bundesstraßen verbinden wird.

## Planungsgeschehen
Die Planung einer Rheinbrücke im Mittelrheintal gibt es schon seit mehreren Jahrzehnten. Diese wurde jedoch immer wieder aufgeschoben. Da das Mittelrheintal zum UNESCO-Weltkulturerbe gehört, bestand die Befürchtung, dass durch einen Brückenbau dieser Status verloren geht, wie es schon im Dresdner Elbtal geschah. Um den Verlust des Welterbestatus zu verhindern, arbeitet die rheinland-pfälzische Landesregierung mit der UNESCO zusammen. Im Juli 2008 bei ihrer Tagung in Kanada forderte die UNESCO eine Umweltverträglichkeitsprüfung für die möglichen Varianten und zudem eine neuere Verkehrsstudie.
Im Oktober 2008 wurde ein europaweiter, beschränkter Wettbewerb zur Planung der Mittelrheinbrücke ausgeschrieben. Der Standort der Brücke soll nördlich von St. Goar/St. Goarshausen sein. In der Jury saß neben Mitgliedern der Landesregierung, Architekten und Ingenieuren auch ein Vertreter der UNESCO. Welterbeverträglichkeit war eines der wichtigsten Entwurfskriterien. Gewonnen hat eine Planungsgemeinschaft aus Dublin, bestehend aus dem Architektenbüro Heneghan Peng Architects, dem Ingenieurbüro Arup Consulting Engineers und den Landschaftsarchitekten Mitchel and Associates. In dem Siegerentwurf hat die Rheinbrücke einen leicht S-förmigen Grundriss.
Erst 2010 legte die Landesregierung der UNESCO ausreichende Gutachten vor, die diese schon im Jahr 2008 gefordert hatte. Bis dahin konnte diese zu dem Siegerentwurf noch kein Votum abgeben. Am 29. Juli 2010 gab die UNESCO in Brasília bekannt, dass der Bau einer Brücke weiterverfolgt werden kann. Die Landesregierung interpretiert die Verlautbarung des Welterbekomitee als Zustimmung für den Siegerentwurf. Die drei Wissenschaftsverbände Deutsche Gesellschaft für Ur- und Frühgeschichte (DGUF), Non-Governmental Organisations for the European Landscape-Convention (CIVILSCAPE) und Gesellschaft für die Prüfung der Umweltverträglichkeit (UVP-Gesellschaft) teilten damals die Auffassung der Landesregierung nicht: „Mit dem Beschluss 34 COM 7B.87 zum Welterbe Oberes Mittelrheintal gibt das UNESCO-Welterbekomitee keine Freigabe für den Bau einer Brücke zwischen St. Goarshausen-Wellmich und St. Goar-Fellen. Eine Welterbeverträglichkeit dieser Planung wird nicht erklärt.“ Im Januar 2011 beschlossen die Kreisausschüsse der betroffenen Landkreise, das Raumordnungsverfahren einzuleiten und zusammen mit der Landesregierung eine Bürgerbefragung durchzuführen. Das Land solle dafür 150.000 € bereitstellen und die beiden Landkreise gäben jeweils 5.000 € hinzu.
Nach der Landtagswahl in Rheinland-Pfalz im März 2011 wurde im Koalitionsvertrag zwischen SPD und den Grünen ausgehandelt, dass die Pläne zum Bau der Mittelrheinbrücke nicht weiterverfolgt werden. Stattdessen solle bis 2016 ein erweiterter Fährbetrieb getestet werden. Von April 2012 bis 2016 wurden die Betriebszeiten der Fähre Loreley, die zwischen St. Goar und St. Goarshausen pendelt, insbesondere in den Abendstunden, ausgeweitet. Dadurch leistet die Fähre jährlich über 1000 Betriebsstunden mehr, was durch das Land subventioniert wurde. Andere Fähren zwischen Koblenz und Mainz/Wiesbaden wurden nicht in die Förderung miteinbezogen. Nach Ablauf des Vertrags wurde versucht, eine erneute Ausweitung der Fährzeiten zu erreichen, die Verhandlungen dazu sind gescheitert.
Nach der Landtagswahl in Rheinland-Pfalz im März 2016 wurde eine Koalition aus SPD, FDP und Grünen gebildet. Ihre drei Fraktionen einigten sich darauf, die Planungen der Mittelrheinbrücke wieder aufzunehmen. Die Frage, ob Planung, Bau und Unterhaltung der Brücke Aufgabe des Landes oder, wie Verkehrsminister Volker Wissing meint, Aufgabe der beiden Landkreise am Oberen Mittelrhein, d. h. des Rhein-Lahn-Kreises und des Rhein-Hunsrück-Kreises sei, wurde im Juli 2017 vor das Verwaltungsgericht Koblenz gebracht. Das Verwaltungsgericht entschied am 1. Februar 2018, dass die Planung der Mittelrheinbrücke Aufgabe der Landkreise sei. Im Februar 2021 wurde das Raumordnungsverfahren eingeleitet. In den dafür erstellten Gutachten wurden die Alternativen Tiefbrücke, Hochbrücke, Tunnel und erweiterter Fährbetrieb untersucht.
Aktuell hält die VG Loreley laut Presseberichten eine Talquerung zwischen St. Goar-Fellen und St. Goarshausen Wellmich für sowohl sinnvoll als auch welterbeverträglich.
Die rheinland-pfälzische Verkehrsministerin Daniela Schmitt sprach im Sommer 2022 bei einem Ortstermin von einem noch nie dagewesenen Planungsstand der Mittelrheinbrücke.

## Standpunkte

### Landesregierung
Der ehemalige rheinland-pfälzische Kulturstaatssekretär Joachim Hofmann-Göttig (SPD) sah in der Bevölkerung eine Mehrheit für einen Brückenbau. Umfragen zufolge waren 42 % der Befragten Brückenbaugegner und 58 % Brückenbaubefürworter. Diese Zahlen wurden am 17. August 2008 bei einer Versammlung veröffentlicht.
In der bis 2016 regierenden Koalition zwischen der SPD und den Grünen gab es Streitigkeiten, weil die SPD laut des Fraktionschefs Hendrik Hering weiterhin den Bau der Brücke befürwortet, während die Grünen laut ihrer Parteichefin Britta Steck das Projekt ablehnen. Nach der Aussage der Wirtschaftsministerin Eveline Lemke sei weiterhin offen, was nach 2016 passieren werde.

### Bund für Umwelt und Naturschutz
Vertreter des Bund für Umwelt und Naturschutz Deutschland (BUND) sowie Professor Michael Petzet, damals Berater der UNESCO, favorisieren statt einer Querung (ob Brücke oder Tunnel) den Ausbau der Fährverbindungen über den Rhein. So sollten alle Fähren am Mittelrhein in die Trägerschaft der Bundesrepublik Deutschland gegeben werden und die Überfahrt (evtl. kostenfrei) rund um die Uhr möglich sein. Petzet argumentierte, dass eine Rheinquerung – in welcher Form auch immer – schon aus wirtschaftlichen Gründen kaum zu rechtfertigen sei.
In seinem Positionspapier verlangt der BUND Rheinland-Pfalz statt einer Brücke subventionierte Fähren und deren Eingliederung in den ÖPNV.

### Fährbetreiber
Die Fährbetreiber am Mittelrhein zwischen Niederheimbach/Lorch und Boppard haben angekündigt, ihren Fährbetrieb bei Realisierung einer Brückenverbindung einzustellen. Von den Betreibern selbst prognostizierte Umsatzausfälle von 20 bis 100 % könne keiner der Fährstellenbetreiber ausgleichen, wie der rheinlandpfälzischen Landesregierung mitgeteilt wurde. Unterstützung erfahren die Fährbetreiber in ihrem Anliegen vom BUND, der BI Rheinpassagen und dem Landesverband Rheinland-Pfalz des Verkehrsclub Deutschlands, die neben dem Wegfall der einzigen ÖPNV-Verbindungen über den Rhein auch die weiten Umwege für Pendler befürchten, sobald die Fähren den Betrieb einstellten.

### Industrie- und Handelskammer
Die Industrie- und Handelskammer sieht die Mittelrheinbrücke als zentralen Schlüssel zur Sicherung und Weiterentwicklung der Wirtschaftskraft im Welterbetal. So würde durch die Brücke die Lebens- und Arbeitsumgebung im Tal attraktiver. Insbesondere würde die Brücke dem Sinken der Einwohnerzahlen im Rhein-Lahn- und Rhein-Hunsrück-Kreis entgegenwirken.